# Valle Belbo
La Valle Belbo è una valle del Basso Piemonte, situata lungo il corso dell'omonimo torrente.

## Geografia
La valle attraversa, dal confine con la Provincia di Savona, il Sud della Provincia di Asti e in parte minore le provincie di Cuneo e Alessandria. Sorge in una zona famosa per la produzione di vino e presenta meravigliosi panorami collinari e vignaioli monferrini e langaroli. Il territorio è ricco di fossili.

## Storia
Nel corso della storia, la Valle Belbo è stata più volte devastata da pesanti e disastrose alluvioni, come nel 1948, 1968, e più recentemente nel 1994, causate dall'esondazione del Belbo e dei suoi principali tributari come il Rio Nizza.
La valle è compresa nel territorio di Monferrato, Langhe e Roero divenuto nel giugno del 2014 Patrimonio mondiale dell'umanità dell'UNESCO, perché attraversa e definisce un'area cruciale dove si incontrano e dialogano le Langhe, l'Astigiano e l'Alto Monferrato; il progetto nacque a Canelli e fu presentato a più riprese e in diverse località fra le quali Nizza Monferrato.

## La valle Belbo nella letteratura
Costituisce lo scenario naturale di alcune delle principali opere di Cesare Pavese e Beppe Fenoglio; se i luoghi pavesiani sono concentrati in una zona ristretta tra Santo Stefano Belbo e Canelli, quelli di Fenoglio spaziano da Canelli a Mombarcaro, nell'epico scenario della guerra partigiana.

## Centri principali

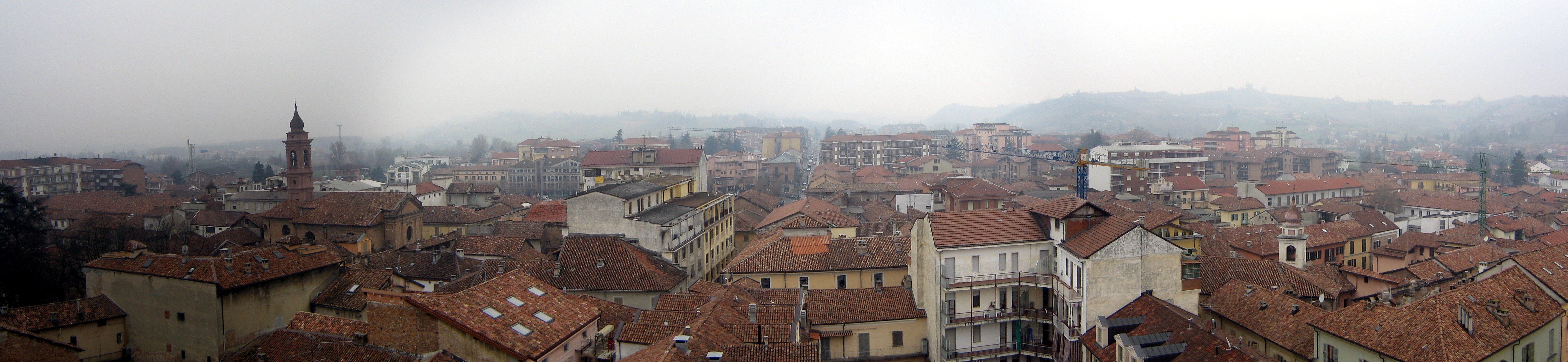
Nizza Monferrato, con Canelli il centro più importante della Valle Belbo

- Canelli (AT)
- Nizza Monferrato (AT)
- Costigliole d'Asti (AT)
- Santo Stefano Belbo (CN)
- Castagnole Lanze (AT)
- Neive (CN)
- Montegrosso d'Asti (AT)
- Incisa Scapaccino (AT)
- Mombercelli (AT)
- Calamandrana (AT)
- Agliano Terme (AT)
- Mango (CN)
- Calosso (AT)
- Oviglio (AL)
- Mombaruzzo (AT)
- San Marzano Oliveto (AT)
- Cossano Belbo (CN)
- Cravanzana (CN)
- Castelnuovo Belbo (AT)
- Bergamasco (AL)

## Galleria d'immagini

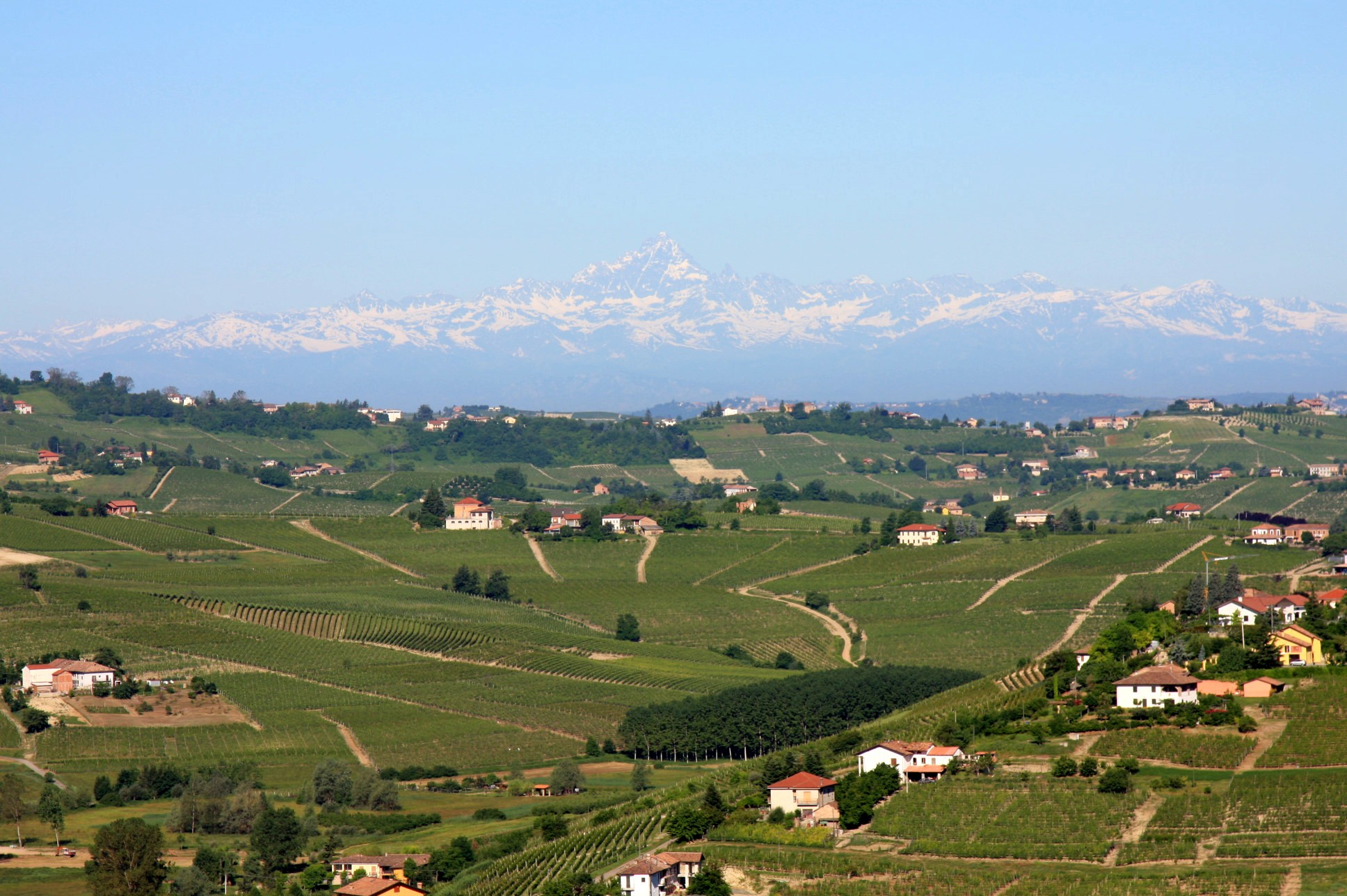
Panorama verso il Monviso da San Marzano Oliveto

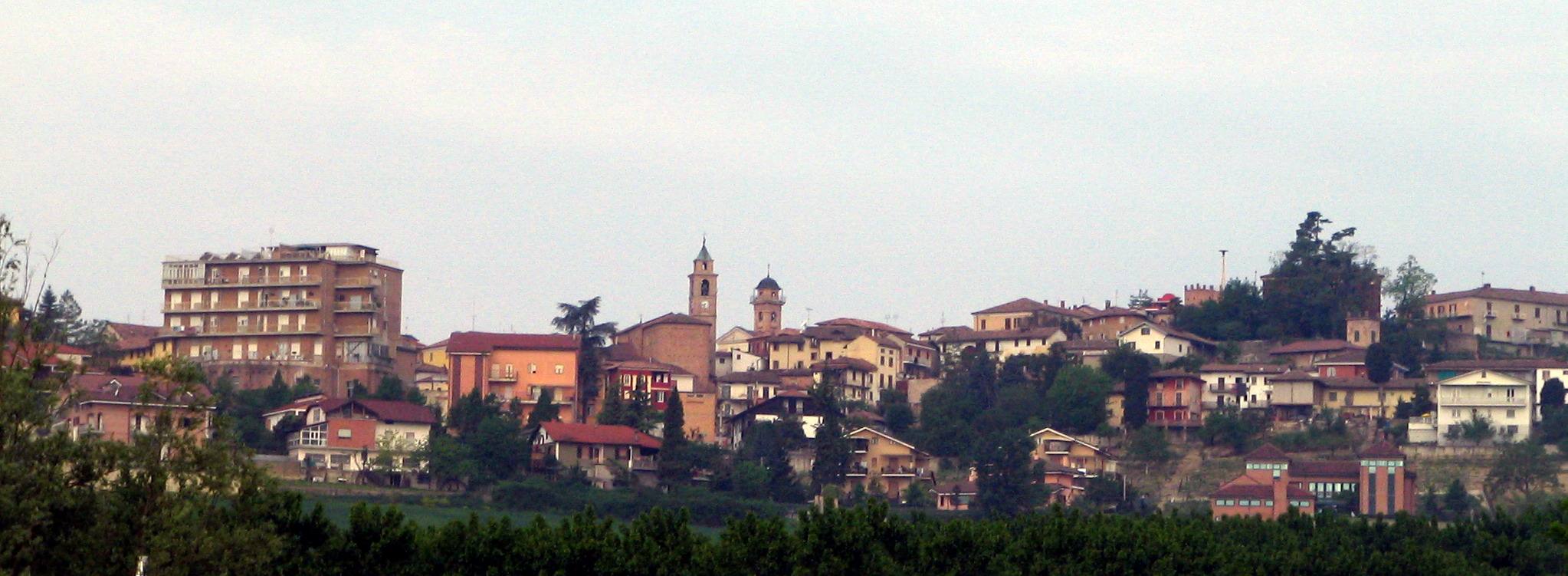
Agliano Terme
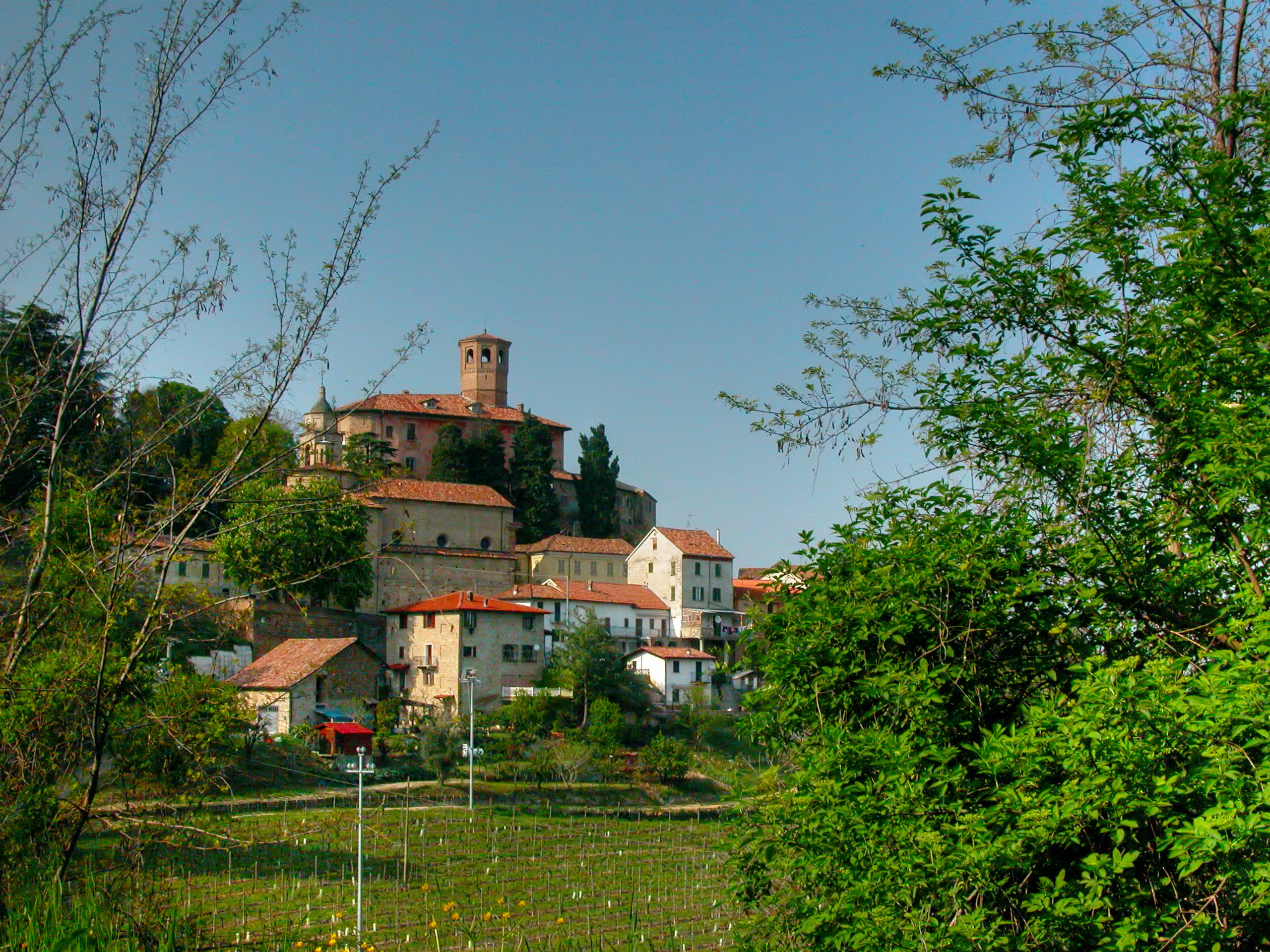
Calamandrana
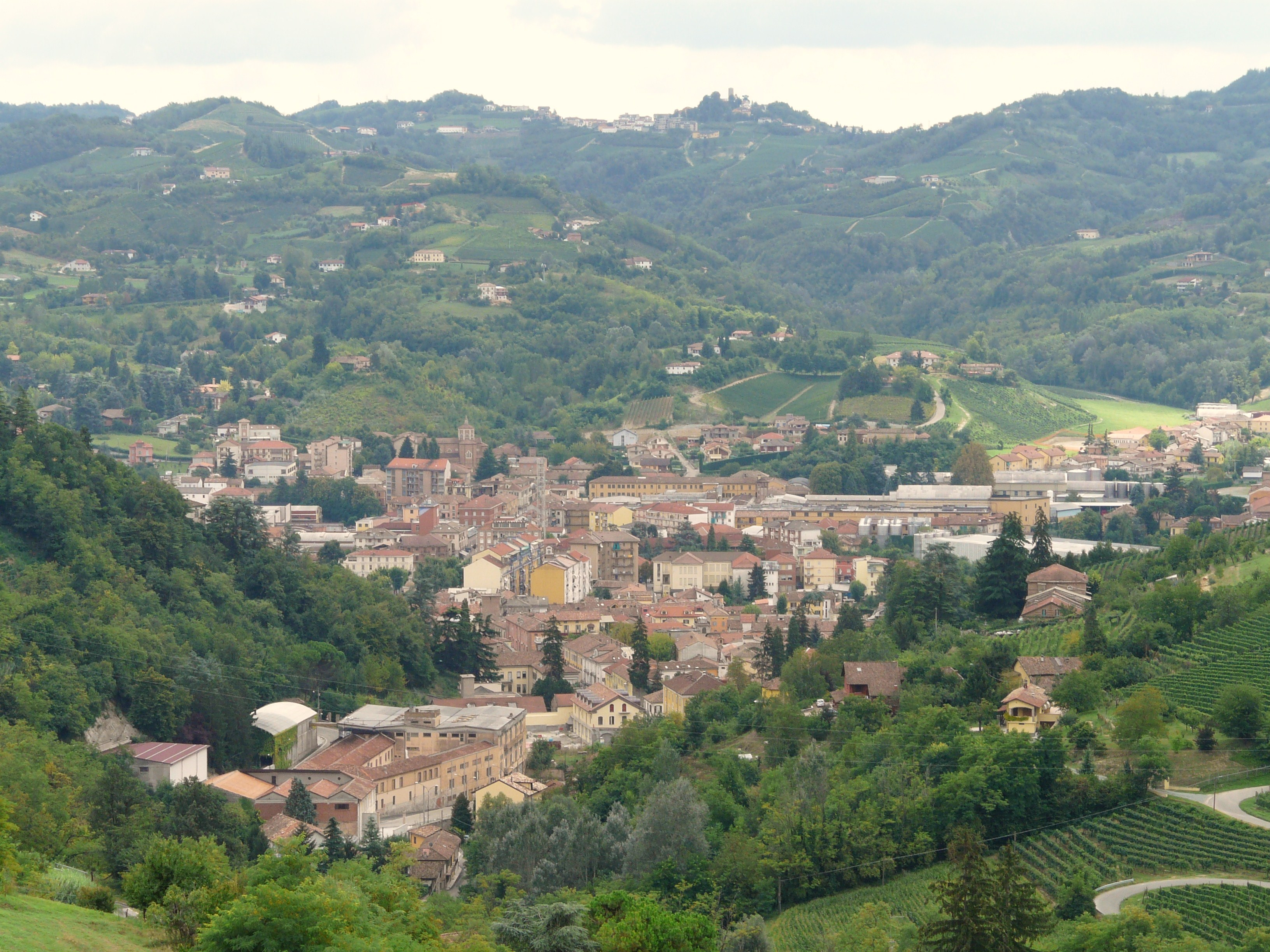
Canelli
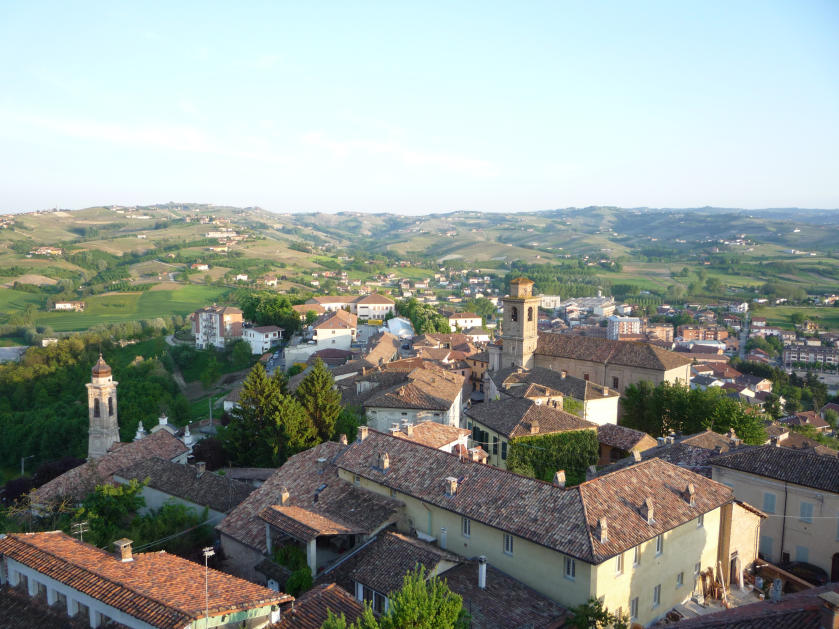
Castagnole delle Lanze
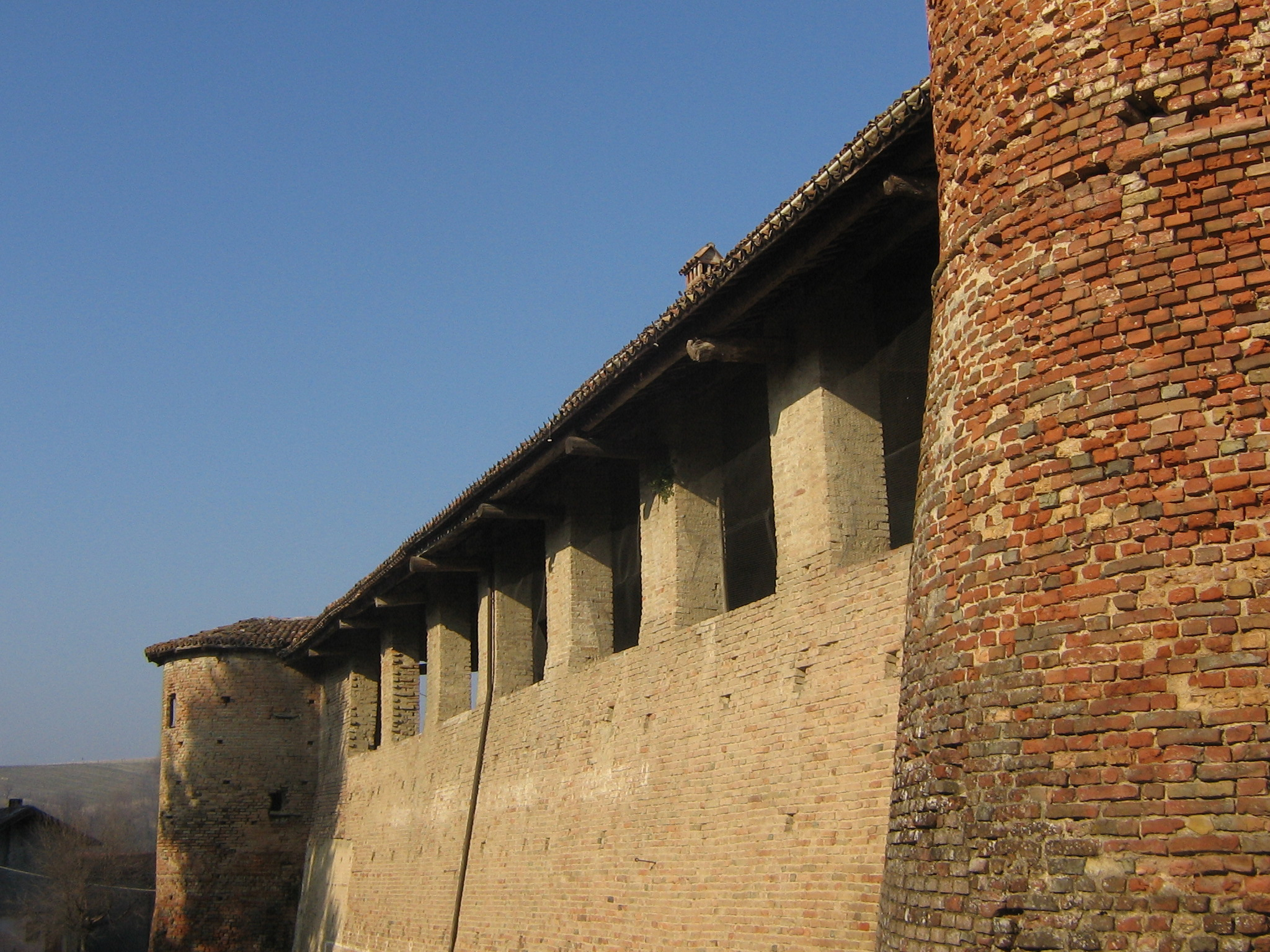
Castelletto Molina, il castello
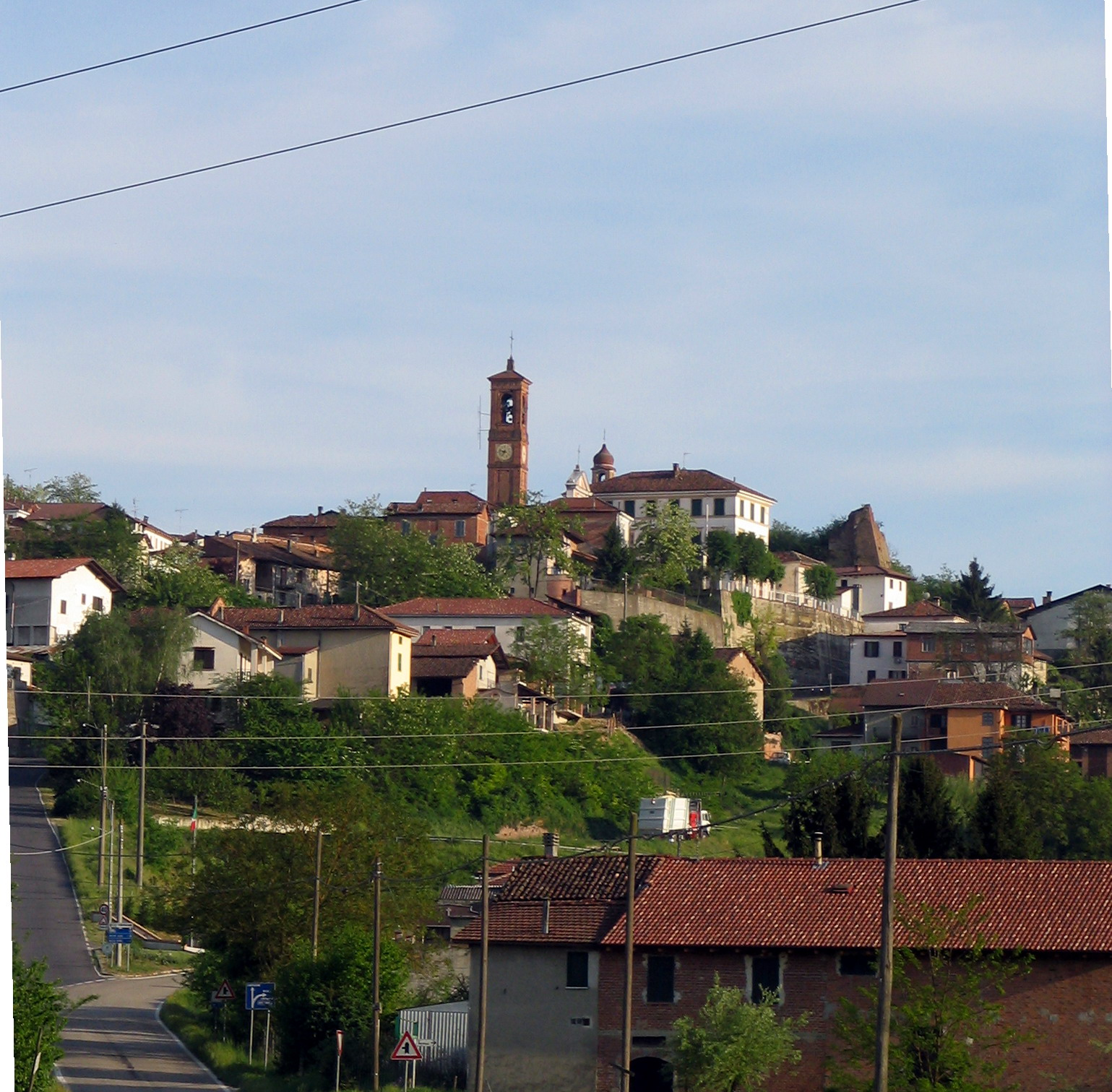
Cortiglione
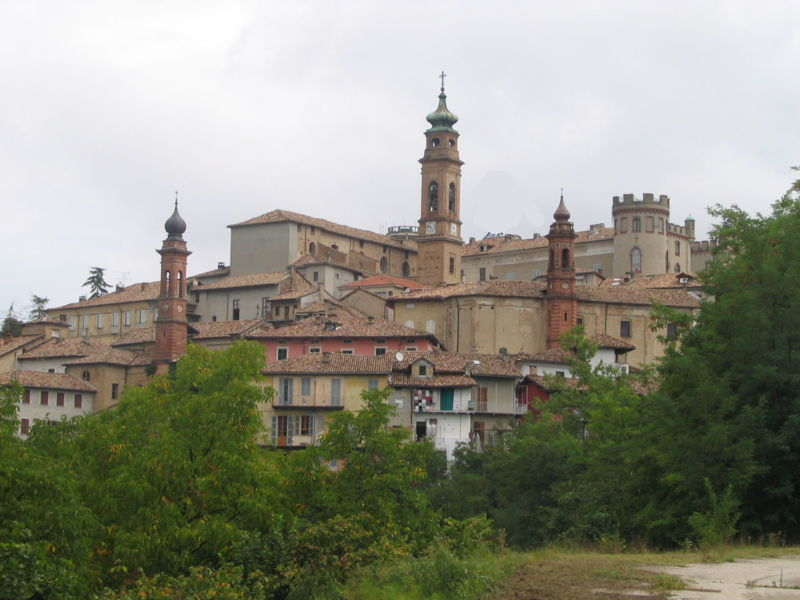
Costigliole d'Asti
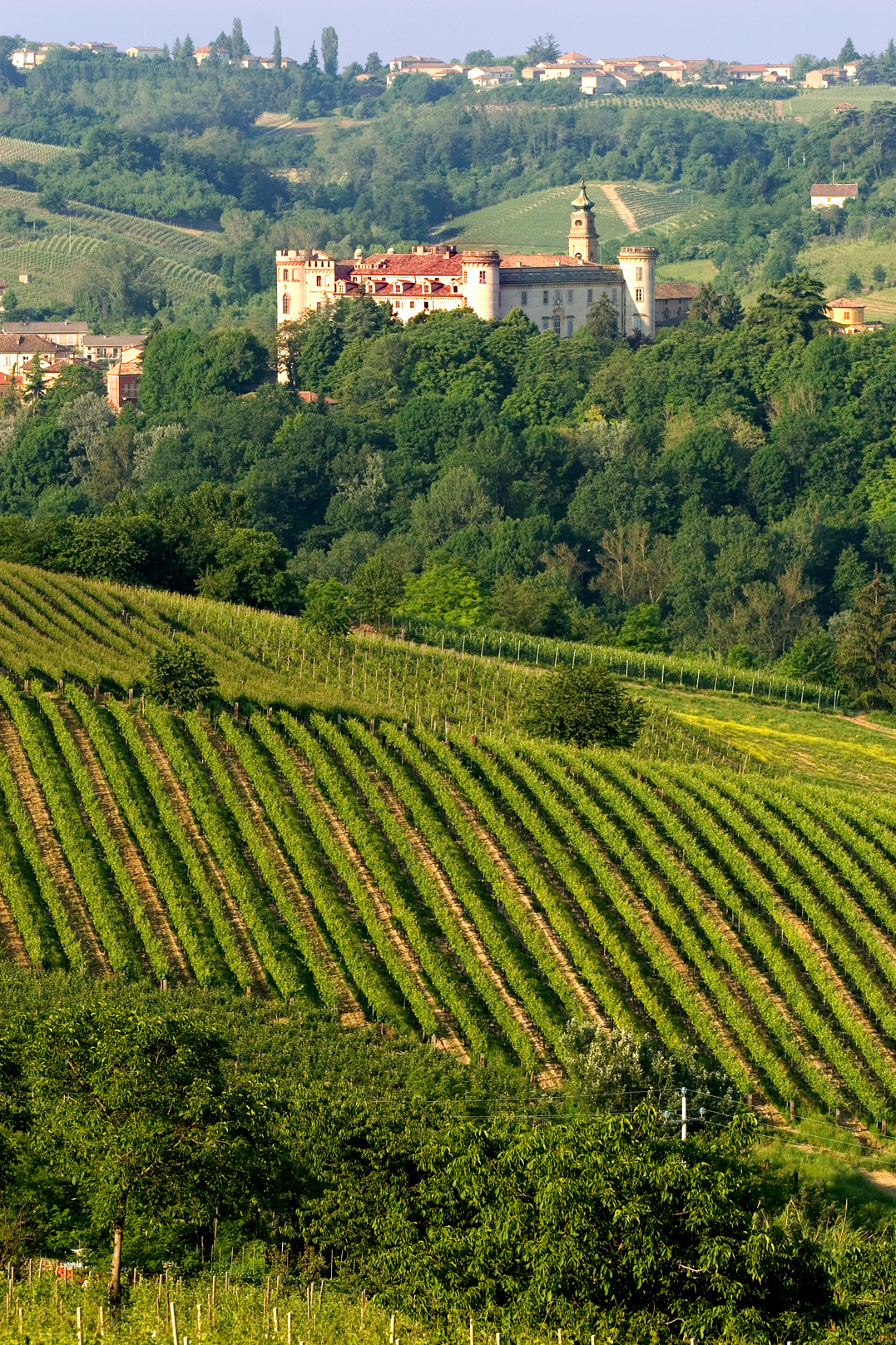
Castello di Costigliole d'Asti
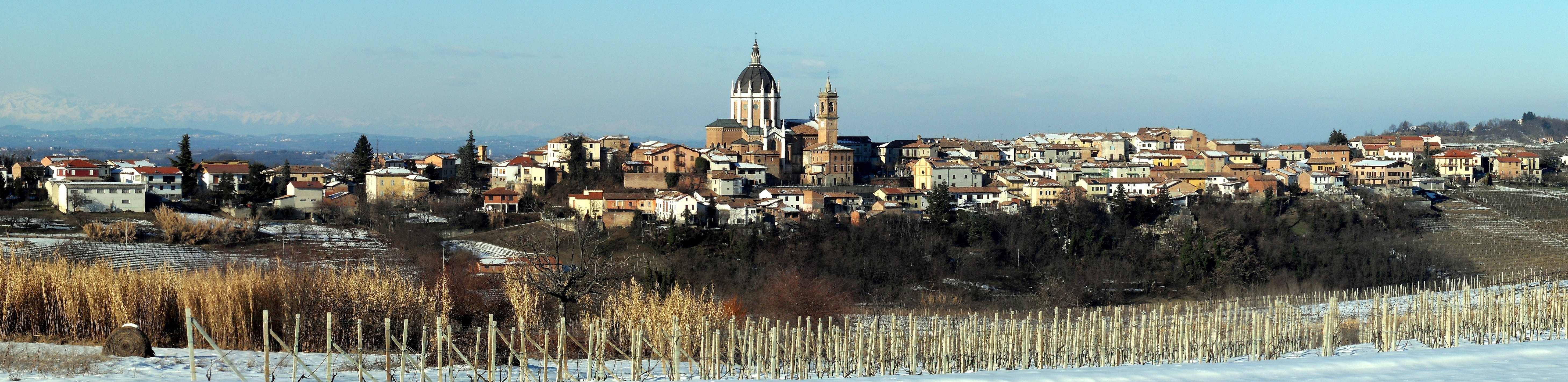
Fontanile
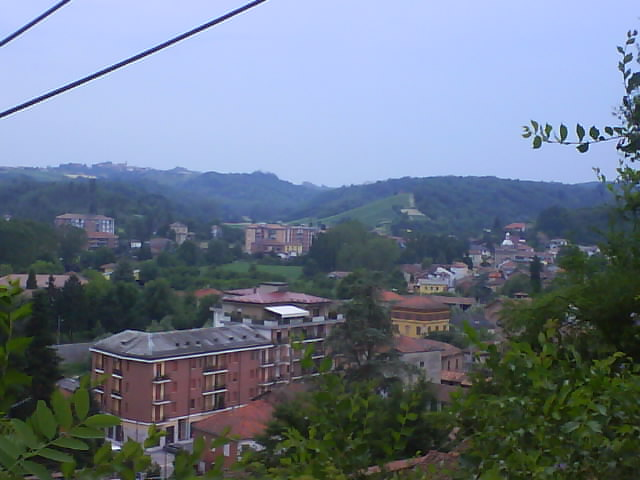
Incisa Scapaccino
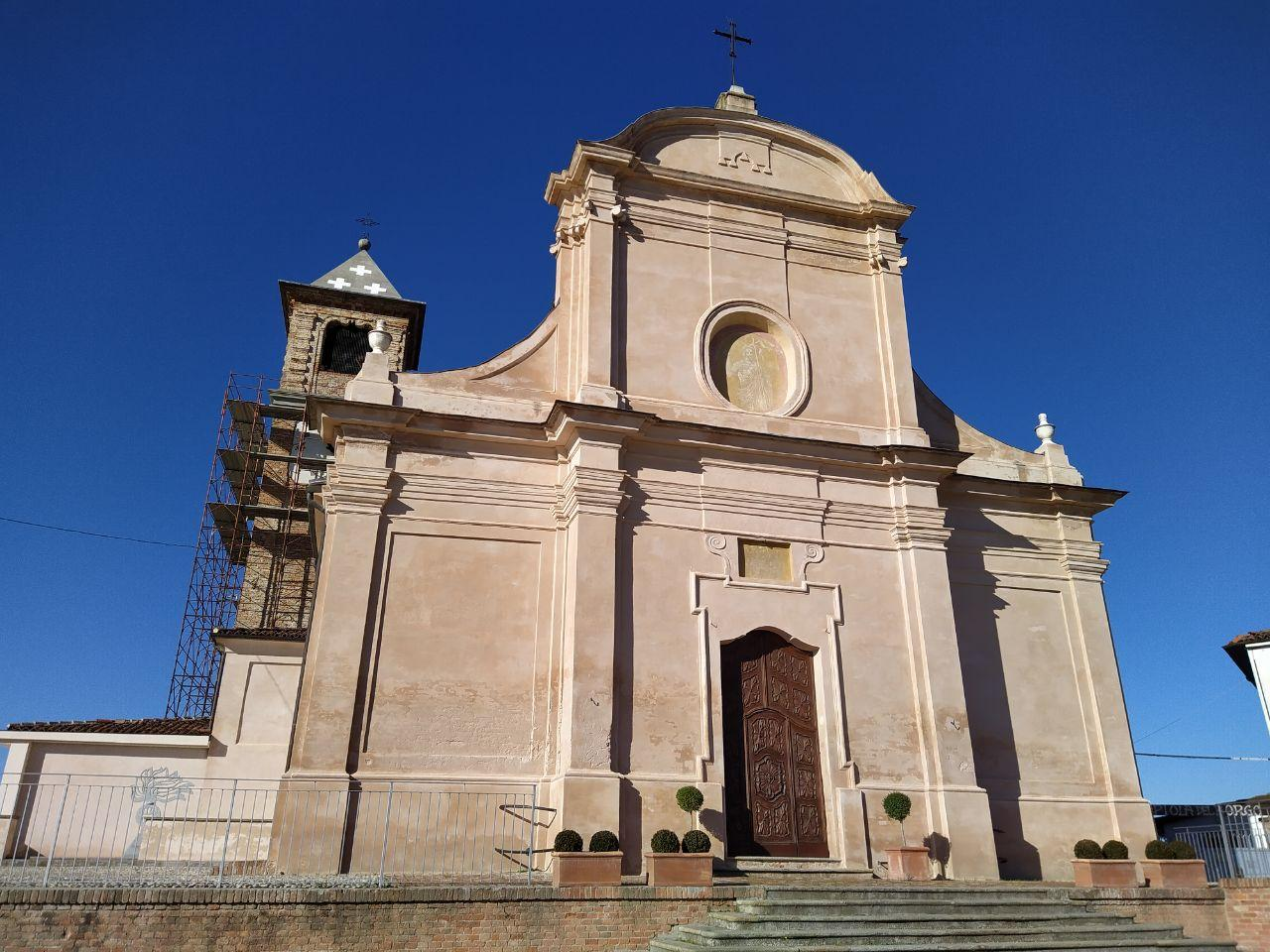
Chiesa di San Giovanni/Virgo Fidelis, Incisa Scapaccino
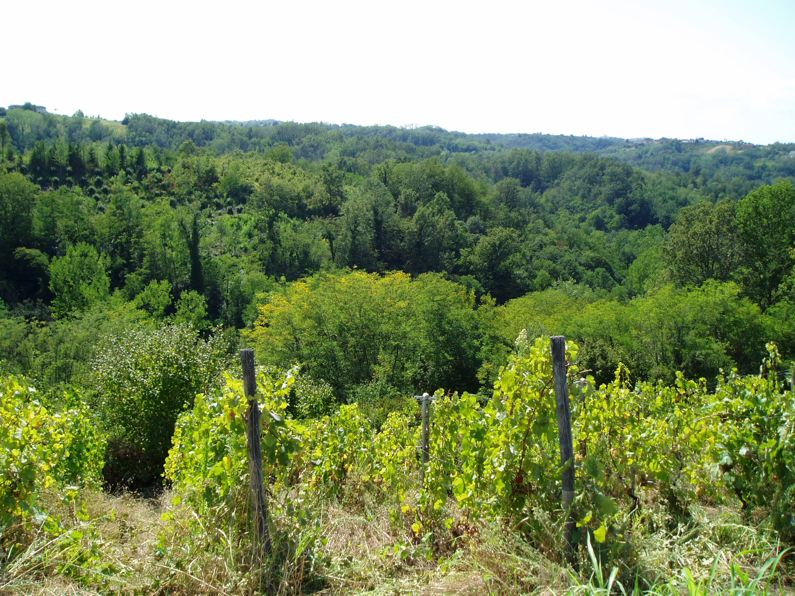
L'oasi verde dei Ronchi (Mombercelli)
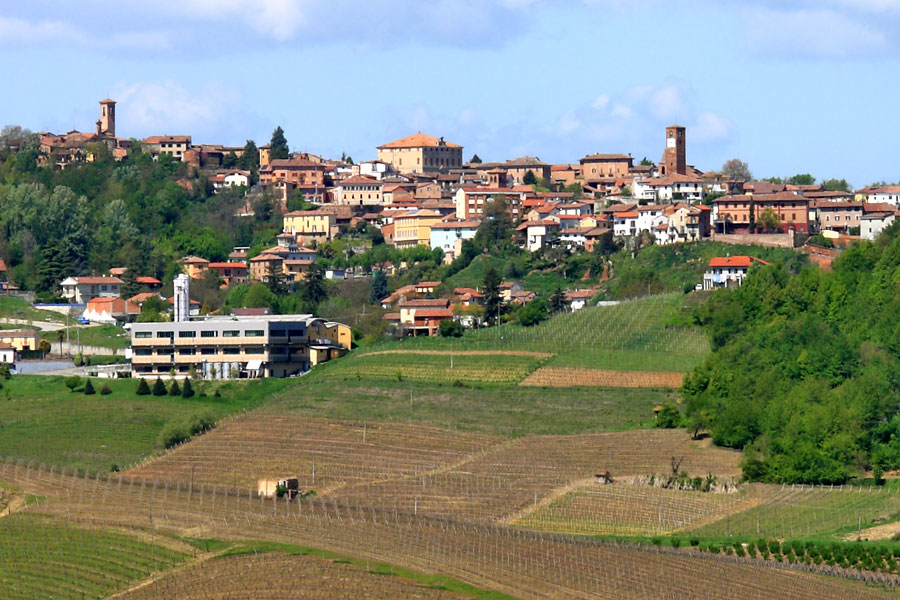
Mombaruzzo
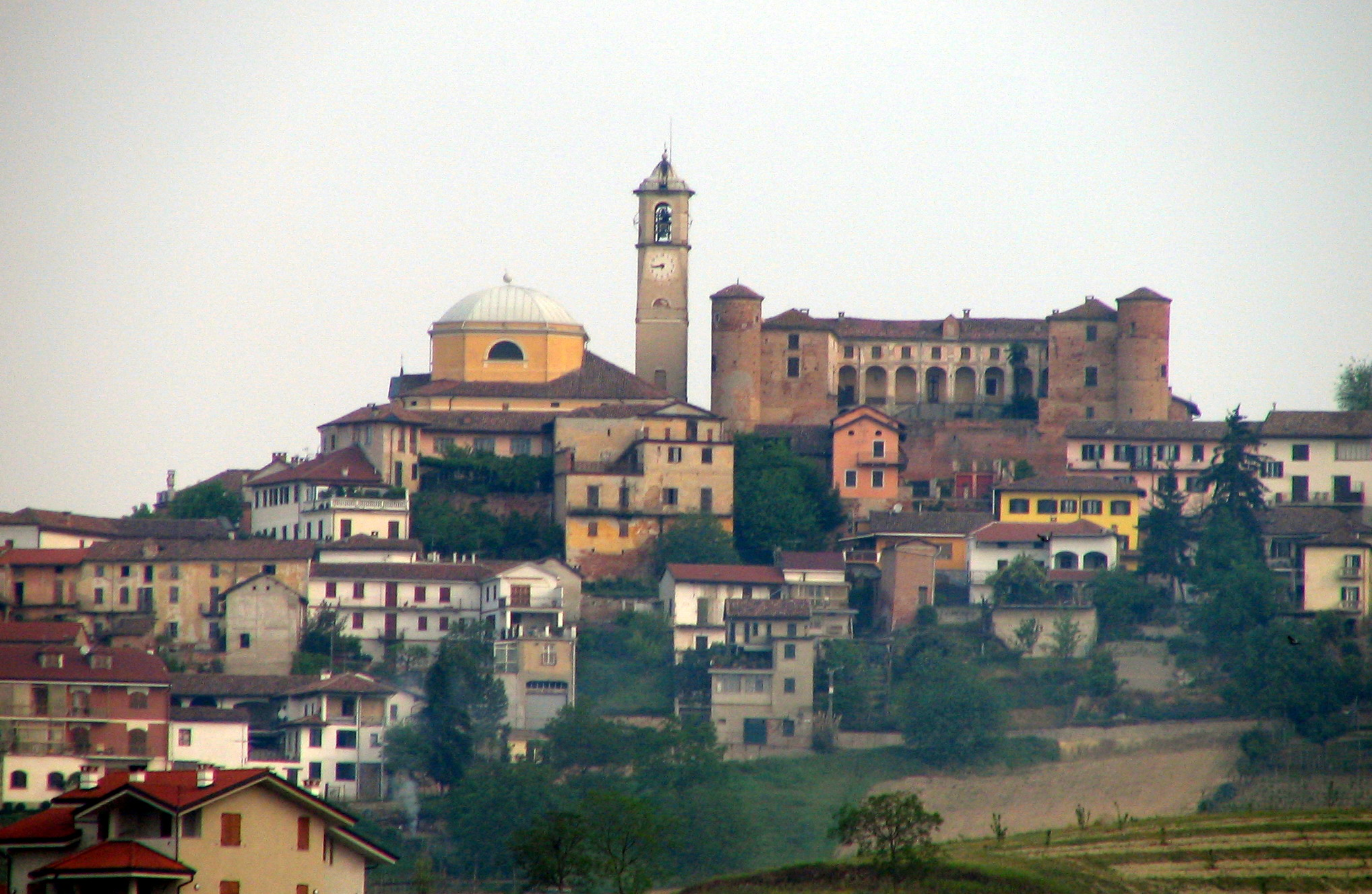
Montegrosso d'Asti
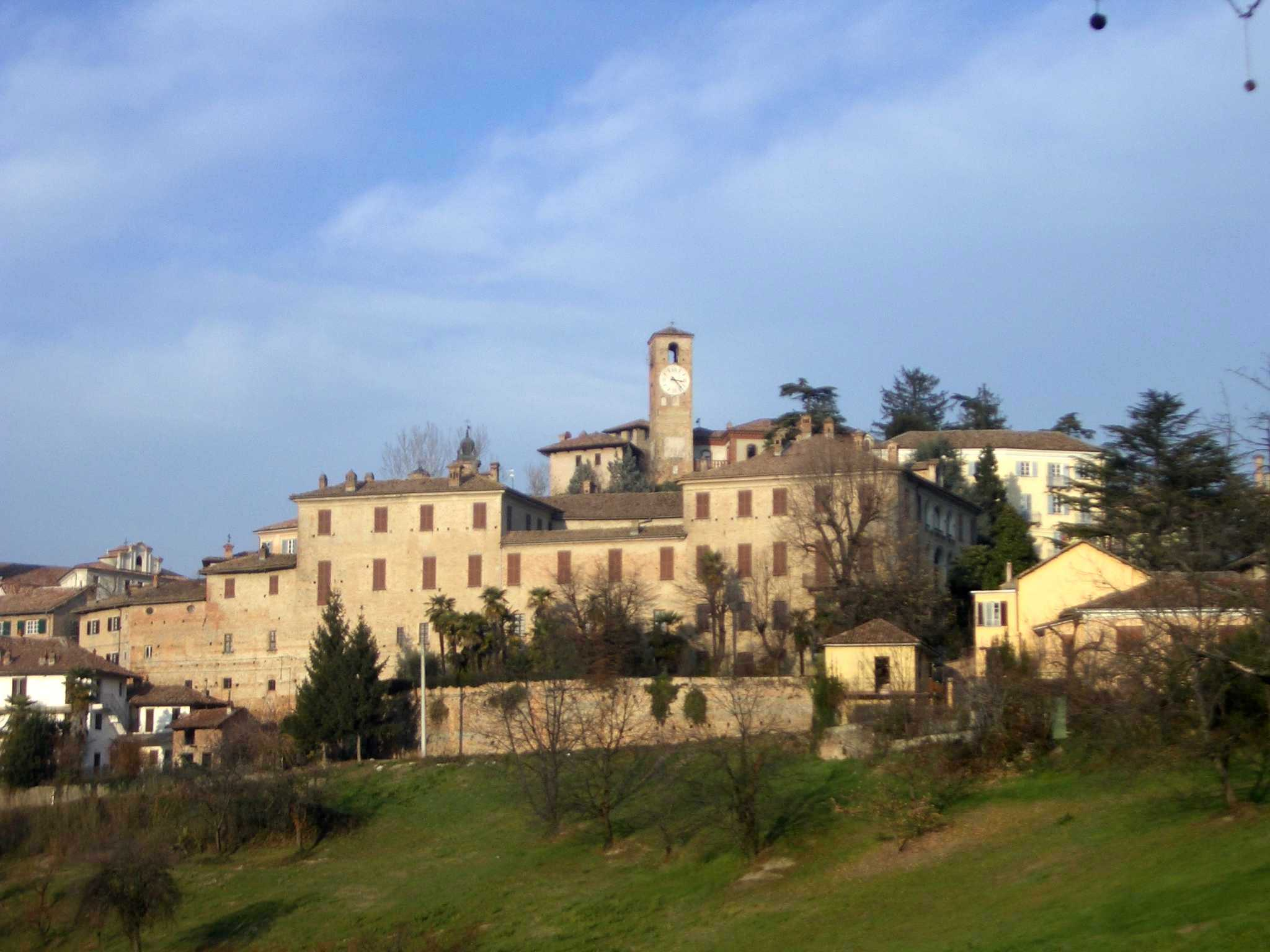
Neive
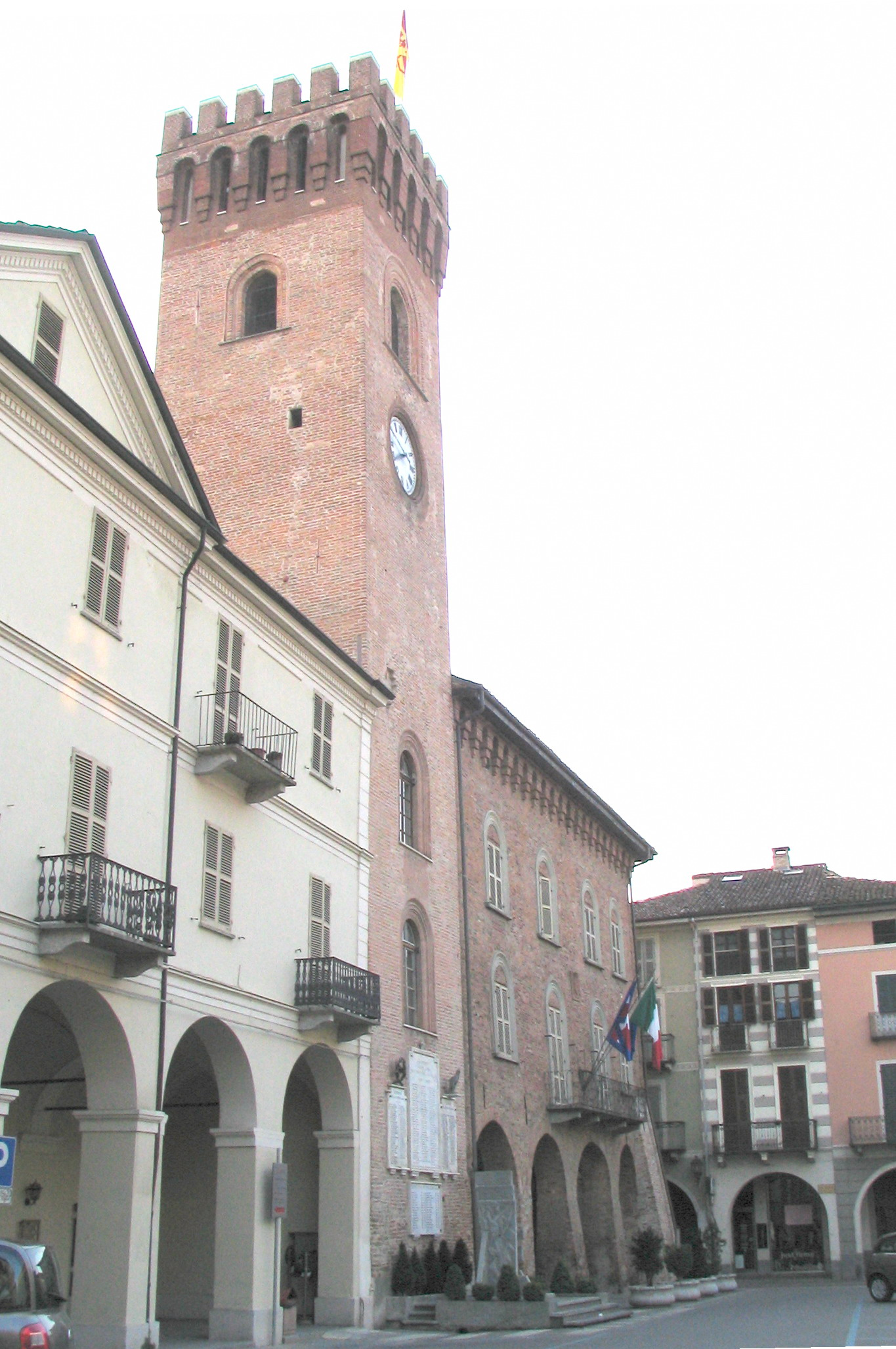
Nizza Monferrato, Palazzo comunale e Torre Civica
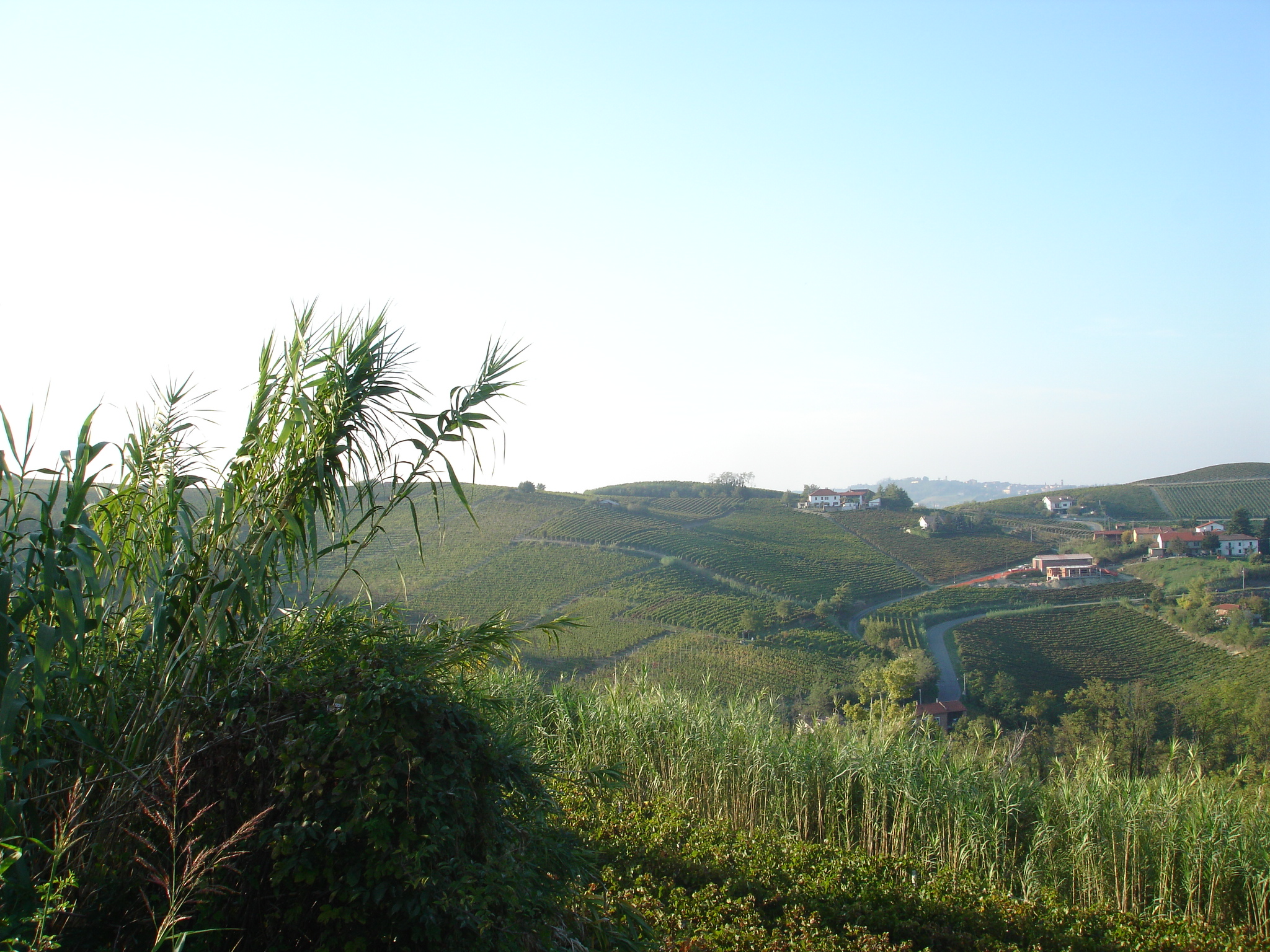
Ricaldone, panorama
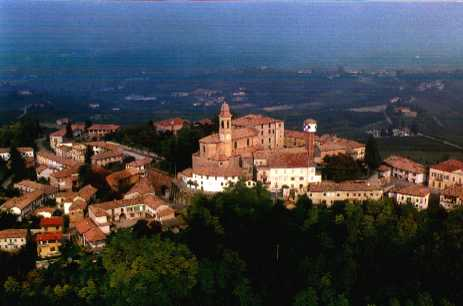
San Marzano Oliveto
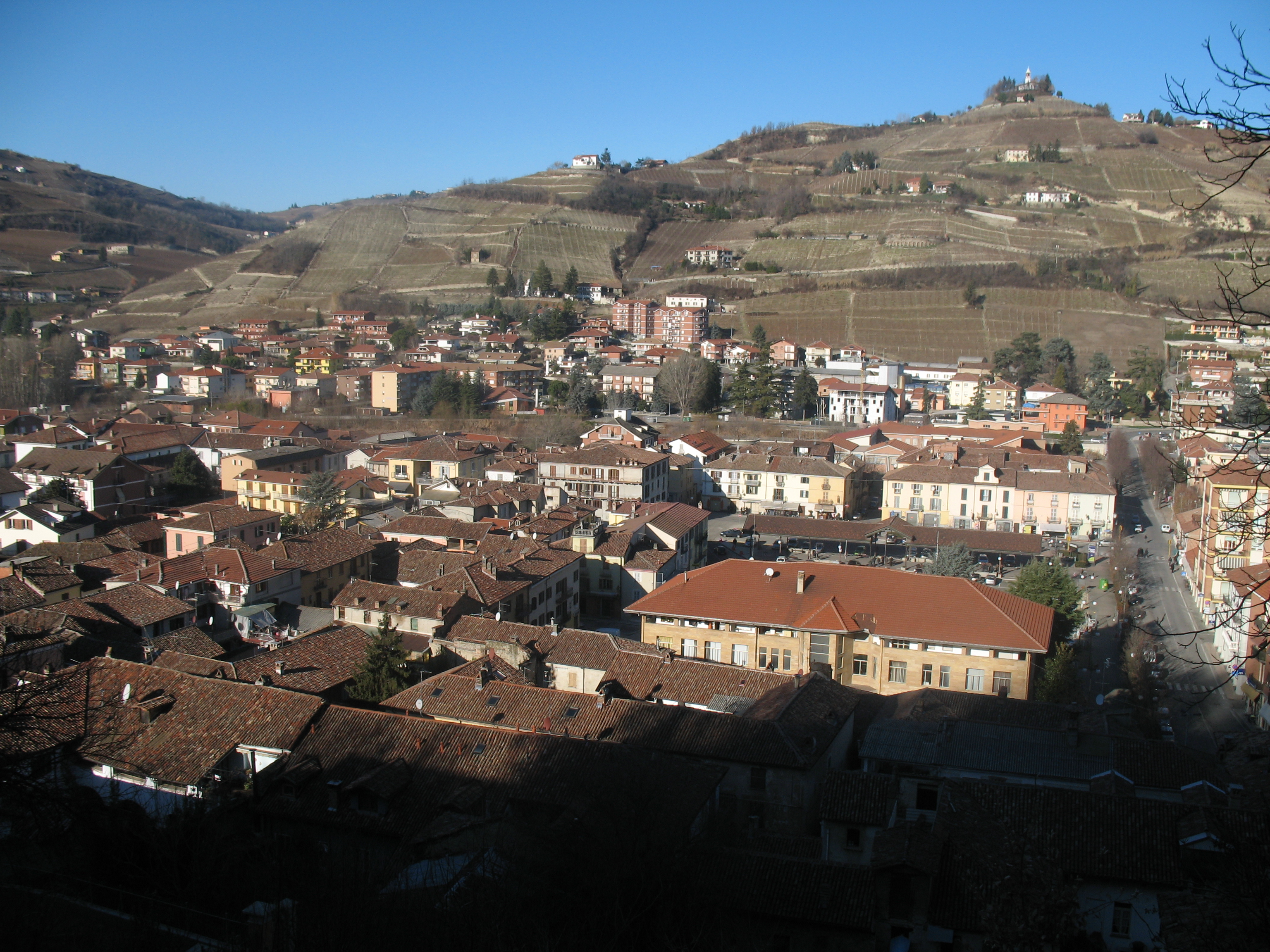
Santo Stefano Belbo
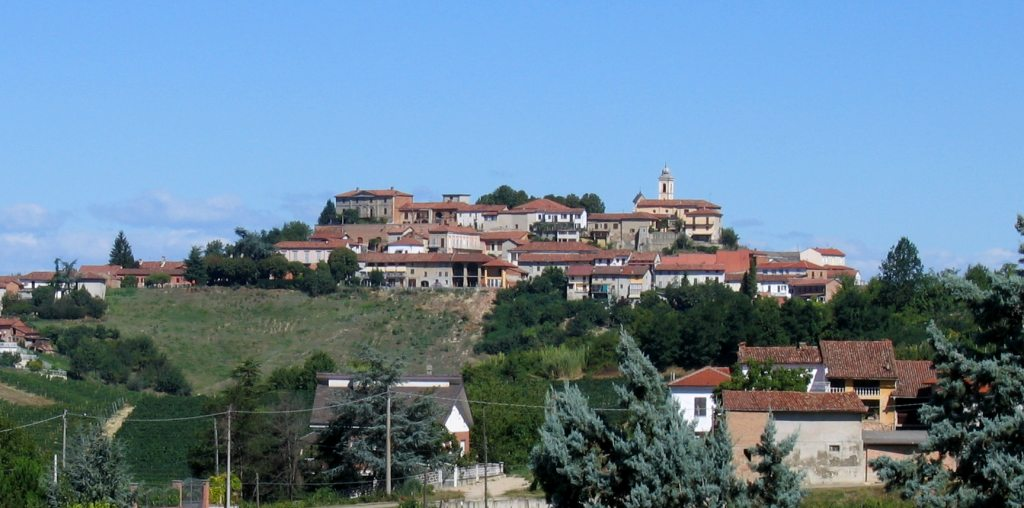
Vigliano d'Asti